# آنا گنزالس
آنا گنزالس (انگلیسی: Ana González de Recabarren; ۲۵ ژوئیهٔ ۱۹۲۵ – ۲۶ اکتبر ۲۰۱۸) فعال حقوق بشر اهل شیلی بود. او یکی از چهره‌های سرشناس روند دادخواهی دربارهٔ ناپدید شده‌ها و کشته‌شدگان دیکتاتوری نظامی شیلی (۱۹۷۳–۱۹۹۰) و فعال حقوق بشر بود.

## زندگی‌نامه
گنزالس در توکوپیا، شیلیمتولد شد. وی با مانوئل سگوندو رکابارن روخاس ازدواج کرد و صاحب دو فرزند شد به نام‌های لوئیس املیو و مانوئل گیرمو و عروسش نالاواروزا منا آلوارادو که هنگام ربوده‌شدن سه‌ماهه حامله بود. همه آنها در ۲۹ آوریل ۱۹۷۶ توسط دیکتاتوری نظامی آگوستو پینوشه ناپدید شدند.
او سال‌ها از مشکلات تنفسی رنج می‌برد. گونزالس بیش از چهار دهه را به پیگیری حقوق ناپدید شده‌ها قهری و بازداشت‌شدگان ربوده‌شده از جمله اعضای خانواده خود در زمان دیکتاتوری گذراند. ابتدا عروسش نالاواروزا ناپدید شد و سپس پسرانش لوییس و مانوئل، همراه با نوه دو سال و نیمه‌اش مانوئل ربوده شدند.

## فعالیت حقوق‌بشری
گونزالس از اعضای برجسته «انجمن خانواده‌های زندانیان ناپدیدشده» (AFDD) در شیلی بود و این انجمن را در نهادهای بین‌المللی همچون سازمان ملل متحد، سازمان کشورهای آمریکایی، کمیته بین‌المللی صلیب سرخ، عفو بین‌الملل و غیره نمایندگی کرده بود. پس از از دست دادن بخش بزرگی از خانواده اش، گونزالس به انجمن وابسته به ناپدید شده‌ها (AFDD) پیوست و یکی از رهبران اصلی در کنار سولا سیرا، ویویانا دیاز و کلوتاریو بلست شد. او بااعتصاب غذا در کمیسیون اقتصادی ملل متحد برای آمریکای لاتین و مقر کارائیب در سانتیاگو شرکت کرد. گونزالس با گابریلا براوو و اودا اورتیز نماینده AFDD در سازمان‌های مختلف بین‌المللی مانند سازمان ملل، سازمان‌های آمریکایی، صلیب سرخ بین‌المللی، کمیسیون بین‌المللی حقوق بشر، مقدس و عفو بین‌الملل فعالیت کرد.

## مرگ
در سن ۹۳ سالگی در حالی‌که هنوز از خانواده ناپدید شده‌اش اثری نیافت، در رکاباران در تاریخ ۲۶ اکتبر ۲۰۱۸ درگذشت.